# Американец (фильм, 2022)
«Американец» — армянский драматический фильм 2022 года. Сценарист, монтажёр, режиссёр и исполнитель главной роли — Майкл А. Гурджиан.
В фильме рассказывается об американце армянского происхождения, который репатриируется в Армению после Второй мировой войны и попадает в советскую тюрьму.
Премьера фильма состоялась на кинофестивале в Вудстоке в 2022 году, и он получил награду за лучший художественный полнометражный фильм. Он получил положительные отзывы.

## Сюжет
Американский репатриант армянского происхождения Чарли Бахчинян арестован за абсурдное преступление: ношения цветного галстука в Советской Армении. В одиночной камере он вскоре обнаруживает, что может видеть окна многоквартирного дома рядом с тюрьмой из своей камеры. Наблюдая изо дня в день за коренной армянской парой, живущей в квартире, Чарли вскоре обнаруживает всё, ради чего вернулся в Армению.

## В ролях
- Майкл А. Гурджиан — Чарли[5]
- Овик Кейчкериан — Тигран[6]
- Нелли Уварова — Сона[5]
- Михаил Трухин — Дмитрий[6]
- Нарине Григорян — Рузан[5]
- Жан-Пьер Ншанян — начальник тюрьмы Саркисян[7]

## Премьера и восприятие
«Американец» получил награду за лучший полнометражный фильм на кинофестивале в Вудстоке, приз зрительских симпатий на кинофестивале в Гамбурге и лучший полнометражный фильм на международном кинофестивале в Белойт.
На сайте обзоров Rotten Tomatoes он имеет рейтинг «Свежий» 90 % на основе 21 обзора со средней оценкой 7,5 из 10. Алан Нг из Film Threat, который, например, дал фильму положительную оценку, утверждал, что эта история привносит «юмор и легкомыслие в торжественную тему». Кинокритик Ричард Пропес говорит, что «Американец» — это «фильм огромного духа и надежды».